# Falsomalthinus klapperichi
Falsomalthinus klapperichi is een keversoort uit de familie soldaatjes (Cantharidae). De wetenschappelijke naam van de soort werd in 1984 gepubliceerd door Brancucci.